# 天使の卵-エンジェルス・エッグ
『天使の卵-エンジェルス・エッグ』（てんしのたまご-エンジェルス・エッグ）は村山由佳による恋愛小説。小説は、1994年に集英社より刊行された。同年、NHK-FMにてラジオドラマ化、2006年には映画化もされ、原作小説はミリオンセラーとなった。2013年には朗読のオーディオブックが配信されている。物語は「僕」こと歩太の視点で描かれている。なお本項で続編である『天使の梯子』、『天使の柩』、スピンオフ作品『ヘヴンリー・ブルー』についても述べる。

## 天使の卵

### あらすじ
美大志望の予備校生・一本槍歩太は、自分の進路について悩んでいた。そんな春先の日、歩太は電車で出会った女性・五堂春妃に心を奪われる。その後、父親の入院している病院で春妃と再会し、彼女が父の主治医の精神科医であることを知る。
現在、斉藤夏姫という恋人がいながら、自分より8歳年上の春妃に惹かれていく歩太。後に春妃が夏姫の実姉であることを知るも、春妃への想いは次第に募っていく。

### 登場人物
一本槍 歩太（いっぽんやり あゆた）
本作の主人公。19歳。美大志望の予備校生。美大に行っても将来は難しいと言われ、普通の大学に通うことを周囲から勧められている。しかし、父のように精神を病んでしまうような人生が来るかもしれないことに嫌悪感を抱いている。そんな折に春妃と出会い、次第に惹かれていく。母親の手伝いで飲み屋の料理を作っており、料理の腕は良い。
五堂 春妃（ごどう はるひ）
本作のヒロイン。27歳。精神科医で、歩太の父の主治医。結婚しているが、夫は既に他界しているため、いわゆる未亡人。夫が苦しんでいたのに救えなかった後悔から、精神科医になることを決意する。
斉藤 夏姫（さいとう なつき）
本作のもう一人のヒロイン。19歳。大学生。歩太の恋人で、春妃の妹。高校の時からぱっと人目をひく存在。歩太との仲が、次第に冷めていっていることを感じる。夏休みに歩太から別れを言い渡されるが諦められず、度々春妃のもとを訪れては相談に乗ってもらっている。
歩太の父
精神を患い、春妃の勤め先の病院へ入院している。
歩太の母
夫に代わって生活を支えるため、飲み屋を経営している。自分が思うように勉強できなかった過去から、息子である歩太には好きな道に進ませたいと考えている。
渋沢（しぶさわ）
歩太の母の店の常連客。歩太の母と恋仲にある。
長谷川（はせがわ）
春妃の同僚の医者。春妃に気があり、たびたびアプローチしている。

## 天使の梯子
『天使の梯子』（てんしのはしご）は2004年に発売された『天使の卵』の続編で、10年後を描いた作品。2006年10月22日、日曜洋画劇場のドラマスペシャルでテレビドラマ化された。
この作品では、慎一の目線で描かれている（ドラマ版は歩太、慎一両方の目線で演出）。

### あらすじ
大学に通いながらカフェでバイトをしている古幡慎一は、秋のある日の客の声を聞き高校の恩師である斉藤夏姫であると確信し恋に落ちる。
そして、夏姫がカフェで交際相手と口論した際に慎一が助け舟を出したことにより2人の距離は縮まるが、夏姫がよく連絡を取っている相手が気になる慎一は夏姫の目を盗み携帯電話のメールを見て一本槍歩太の存在を知る。慎一は真相を探るため歩太の仕事場へ足を向け、意外な事実を知る。

### 登場人物
古幡 慎一（ふるはた しんいち）
本作の主人公。21歳。大学生。カフェのアルバイトをしている。高校時代の担任だった夏姫と再会し、次第に惹かれていく。
斉藤 夏姫
本作のヒロイン。29歳。元教師で、職を転々とさせ現在は信販会社に勤めている。高校時代の教え子だった慎一と付き合い始める。10年前に、姉の春妃を失った出来事に対する自責の念を引きずっている。
一本槍 歩太
29歳。『天使の卵』の主人公。母の店を手伝ったり塗装店で働き生計をたてながら絵を描いている。春妃のことが心にあるため人物画を描けないでいる。
ムニール
歩太が務める塗装店の店主。元々はパキスタンからの公費留学生で、恋仲になった下宿先の娘と結婚して婿養子になった。酒はあまり強くない。
慎一の祖母
ドラマ版では「高野寿美子」という役名になっている。理髪店を営む。慎一と大喧嘩をした翌朝に、心筋梗塞で亡くなる。

## ヘヴンリー・ブルー
『ヘヴンリー・ブルー』は、2006年に発売された『天使の卵』と『天使の梯子』の物語を夏姫の視点からたどった短編。後述の映像化作品の公開に合わせて書き下ろされたという経緯がある。2009年発売の文庫本には執筆当時の村山の日記が掲載されている（村山が鴨川から東京に活動拠点を移した頃の暮らしなどが綴られている）。

## 天使の柩
『天使の柩』（てんしのひつぎ）は2013年に発売された作品。『天使の卵』から14年、『天使の梯子』から4年後が描かれている（劇中に歩太が茉莉との会話で「もしあの子供が生まれていたならあなたのひとつ年下だった」というセリフがあり、春妃のお腹の子どもが無事生まれていた場合14歳くらいだったと示している）。

### あらすじ
母がフィリピン人のハーフに生まれた天羽茉莉は学校に居場所がなく、死んだ祖母と父にネグレクトを受けていた。ある日、茉莉は井の頭公園で小学生たちに虐待されるノラ猫を保護しようとしていた所を一本槍歩太に助けてもらい、歩太と交流ができる。
しかし、茉莉は素行の悪いタクヤと付き合っていたため、歩太と茉莉の関係を歩太の周囲の人間に暴露すると脅されてタクヤの言いなりになりオヤジ狩りのカタボを担がされるようになる。そして、ある日タクヤの先輩の加納に呼び出されたタクヤは茉莉を連れ話し合いの席に向かうが、待ち合わせした店に歩太たちが現れ茉莉は困惑したが、歩太に救出してもらい自分のすべてを話す。そして歩太も自らのことを語り始める。

### 登場人物
天羽 茉莉 （あもう まり）
本作の主人公。中学3年生。母がフィリピン人のハーフ。両親が離婚後父に引き取られるが父と祖母によるネグレクトを受け、学校でも孤立。一時の逃げ場としてタクヤを頼るが歩太と出会ったことにより歩太に救いを求めたいという気持ちが強くなる。
一本槍 歩太
『天使の卵』の主人公。あいかわらず母の店と塗装店で当座の生活費を稼ぎながら絵を書き続けている。
斉藤 夏姫
歩太の絵の買い手を探しているうちに画廊との付き合いができて画廊に勤めている。慎一とは交際を続けている。
古幡 慎一
『天使の梯子』の主人公。夏姫の恋人。大学を辞めて美容師になるため専門学校に通い直して実家の床屋（死んだ祖母が美容師のようなことをしていた）を継いでいる。
ムニール
歩太が務める塗装店の店主。偶然出くわした茉莉たちを見て歩太と連携し機転をきかせた行動で茉莉をタクヤたちから引き離す。
マサル
井の頭公園でネコを虐待していた小学生の1人。後に歩太の家を訪れるようになり茉莉の弟のようなポジションに定着。
タクヤ
茉莉と付き合っていた男。定職に付かず、不良仲間の後輩から金を巻き上げるなどして生活している。
加納
タクヤの先輩。知り合いがタクヤの主導のオヤジ狩りの標的となったことに気づいてタクヤを呼び出す。
茉莉の父親
会社員。祖母（彼の母）が死後、茉莉の部屋の扉に外から施錠するようになる。日々を重ねるごとに酒に溺れ心だけではなく体にも変調をきたす。
茉莉の祖母
故人。フィリピン人の嫁（茉莉の母親）を嫌悪し家から追い出すようにしたのは彼女の言動に原因がある。母親に似た茉莉を「いやらしい」、「娼婦」などと罵倒し虐待していた。

### ラジオドラマ
1994年、NHK-FMの青春アドベンチャーで放送された。主演萩原聖人。

## 映像化

### 映画
冨樫森監督作として映画化され、2006年10月21日に松竹により公開された。

#### キャスト（映画）
- 一本槍歩太 - 市原隼人
- 五堂春妃 - 小西真奈美
- 斎藤夏姫 - 沢尻エリカ
- 一本槍幸恵 - 戸田恵子
- 一本槍直規 - 北村想
- 長谷川 - 鈴木一真
- マイティー - 甲本雅裕
- 管理人 - マギー司郎
- 山口先生 - 諏訪太朗
- 島野 - 田窪一世
- 山本 - 森下能幸
- 福俵瑞江 - 飯島順子
- 渋沢 - 三浦友和 (特別出演)
- 斎藤彰子 ‐ キムラ緑子

#### スタッフ（映画）
- 監督 - 冨樫森
- 脚本 - 今井雅子
- 音楽 ‐ 大友良英
- 主題歌 - SunSet Swish「君がいるから」
- 挿入歌 - 和田アキ子「あの鐘を鳴らすのはあなた」
- 絵画制作・指導 - 津田やよい
- 絵画 - 名古屋剛志(Takashi Nagoya)、鈴木みづほ
- 現像 - 東映ラボ・テック
- スタジオ ‐東映東京撮影所
- ロケ協力 - 京都女子大学、京都市文化市民局、滋賀ロケーションオフィス、神戸フィルムオフィス、京都市動物園、JR西日本ロケーションサービス、比叡山高等学校、神戸市看護大学、京福電気鉄道、京都国立近代美術館、誓願寺、京都大学大学院理学研究科附属花山天文台、大学コンソーシアム京都 ほか
- プロデューサー - 伊地智啓、服部紹男、榎望
- 企画 - 大木達哉、鬼頭圭三、清水啓太郎
- 製作者 - 若杉正明、久松猛朗、亀山慶二、山路則隆、北川直樹、八木ヶ谷昭次、渡辺純一、細野義朗
- 企画 - 電通キャスティングアンドエンタテインメント大阪支社
- 制作プロダクション - セントラル・アーツ
- 製作 - 「天使の卵」フィルムパートナーズ（ビーワイルド、松竹、テレビ朝日、集英社、ソニー・ミュージックエンタテインメント、衛星劇場、スカパー・ウェルシンク、スターダストピクチャーズ）

### テレビドラマ
映画公開の翌日に『天使の梯子』が日曜洋画劇場のドラマスペシャルで2006年10月22日放送。映画の10年後を、映画で沢尻エリカが演じた夏姫の目線で綴る。

#### キャスト（テレビドラマ）
- 斎藤夏姫 - ミムラ
- 一本槍歩太 - 要潤
- 古幡慎一 - 渡部豪太
- 一本槍幸恵 - 戸田恵子

ほか。

#### 主題歌（テレビドラマ）
- 「君がいるから」 - SunSet Swish

## 書籍情報
- 天使の卵 -エンジェルス・エッグ（集英社・単行本 ISBN 408774051X 文庫版 ISBN 9784087484922）

- 天使の卵 -エンジェルス・エッグ-（漫画版）（漫画：池谷理香子、集英社・クイーンズコミックスISBN 4088653610）

- 天使の梯子 Angel's Ladder（集英社・単行本 ISBN 4087813193 文庫版 ISBN 9784087462210）
- ヘヴンリー・ブルー（集英社・単行本 ISBN 4087813533 文庫版 ISBN 9784087463910）
- 天使の柩（集英社・単行本ISBN 408771537X 文庫版 ISBN 9784087454536）

## 備考
実写映画版では、春妃の訃報を知った歩太が病院に駆けつけるシーンが在るが、春妃の遺体は霊安室ではなく、一般病棟の一室に安置されている。また、医師などの医療従事者が一人も立ち会わずに放置された状態になっているなど、現実では考えられない展開となっている。